# Khim Borey
Khim Borey (ur. 29 września 1989 w prowincji Takêv) – kambodżański piłkarz, grający na pozycji napastnika.

## Kariera piłkarska

### Kariera klubowa
W 2007 rozpoczął karierę piłkarską w Cambodian Army FC. Od 2008 do 2010 bronił barw National Defense Ministry FC. W 2010 przeszedł do Phnom Penh Crown FC. W 2011 grał na wypożyczeniu w składzie Sisaket FC.

### Kariera reprezentacyjna
W 2007 debiutował w narodowej reprezentacji Kambodży. Łącznie rozegrał 36 meczów i strzelił 11 goli.

## Nagrody i odznaczenia

### Sukcesy klubowe
- mistrz Kambodży: 2014
- zdobywca Pucharu Hun Sen: 2010
- finalista Pucharu Prezydenta AFC: 2011

### Sukcesy indywidualne
- król strzelców Cambodia League: 2008